# Dominikus Böhm
Dominikus Böhm (Jettingen, 23 de octubre de 1880 - Colonia, 6 de agosto de 1955) fue un arquitecto alemán.
Estudió en la Technische Hochschul en Stuttgart con Theodor Fischer antes de establecerse por su cuenta en Colonia en 1903. Dio clases en la Kunstgewerbeschule en Offenbach del Meno y trabajó en el ejército durante la Primera Guerra Mundial.